# 青帶蘇彝士隆頭魚
青帶蘇彝士隆頭魚，為輻鰭魚綱鱸形目隆頭魚亞目隆頭魚科的其中一種，分布於西太平洋的新喀里多尼亞、澳洲新南威爾斯、諾福克島、紐西蘭東北部海域，棲息深度13-100公尺，本魚頭部有二條微斜藍色的條紋從鰓蓋底部延伸至鰓蓋中部，背鰭紅色，基底與後腹部淡黃色，臀鰭深紅紫色，尾鰭上半部黃色下半部的紅色，胸鰭透明的在鰭條上有薄的紅色線，基底黃色，腹鰭藍色，體長可達13.5公分，棲息在礁石區，生活習性不明。

## 擴展閱讀
維基物種上的相關：青帶蘇彝士隆頭魚